# Джонс, Джазмин
Джазмин Джонс (англ. Jazmine Jones; род. 15 октября 1996 года в Таллахасси, штат Флорида, США) — американская профессиональная баскетболистка, выступающая за клуб женской национальной баскетбольной ассоциации (ВНБА) «Вашингтон Мистикс». Была выбрана на драфте ВНБА 2020 года в первом раунде под общим двенадцатым номером командой «Нью-Йорк Либерти». Играет на позиции атакующего защитника.

## Ранние годы
Джазмин родилась 15 октября 1996 года в городе Таллахасси (штат Флорида) в семье Реджинальда и Фелисии Джонс, у неё есть брат, Реджинальд, и две сестры, Джиджи и Шармейн, а училась она там же в школе исследований в области развития сельскохозяйственного университета Флориды, в которой выступала за местную баскетбольную команду.